# ロルフ・ネヴァンリンナ
ロルフ・ヘルマン・ネヴァンリンナ（Rolf Nevanlinna、1895年10月22日 - 1980年5月28日）は、フィンランドの数学者である。複素解析の分野で多大な貢献をした。
1926年からヘルシンキ大学の教授を務めた。1959年から1962年まで国際数学連合の総裁を務めた。

## 家系
ネヴァンリンナはロルフ・ヘルマン・ネオヴィウス(Rolf Herman Neovius)として生まれ、1906年に父親が姓を変えてネヴァンリンナとなった。
ネヴァンリンナ（ネオヴィウス）家の家系には多くの数学者がいた。ロルフの祖父のエドヴァルド・エンゲルベルト・ネオヴィウス(Edvard Engelbert Neovius)は陸軍士官学校で数学と地形学を教えた。叔父のエドヴァルド・ルドルフ・ネオヴィウスは1883年から1900年までヘルシンキ大学の数学教授を務めた。叔父のラース・テオドール・ネオヴィウス＝ネヴァンリンナは数学の教科書を執筆した。そして父のオットー・ヴィルヘルム・ネオヴィウス＝ネヴァンリンナは物理学者、天文学者、数学者だった。
オットーはヘルシンキ大学で物理学の博士号を取得した後、プルコヴォ天文台でドイツの天文学者ヘルマン・ロンベルグに師事し、その娘マルガレーテ・アンリエット・ルイーズ・ロンベルグと1892年に結婚した。その後、オットーとマルガレーテはヨエンスーに移り住み、そこで物理学を教えていた。2人の間にはフリチオフ（1894年生まれ、数学者）、ロルフ（1895年生まれ）、アンナ（1896年生まれ）、エリック（1901年生まれ）の4人の子供が生まれた。

## 若年期と教育

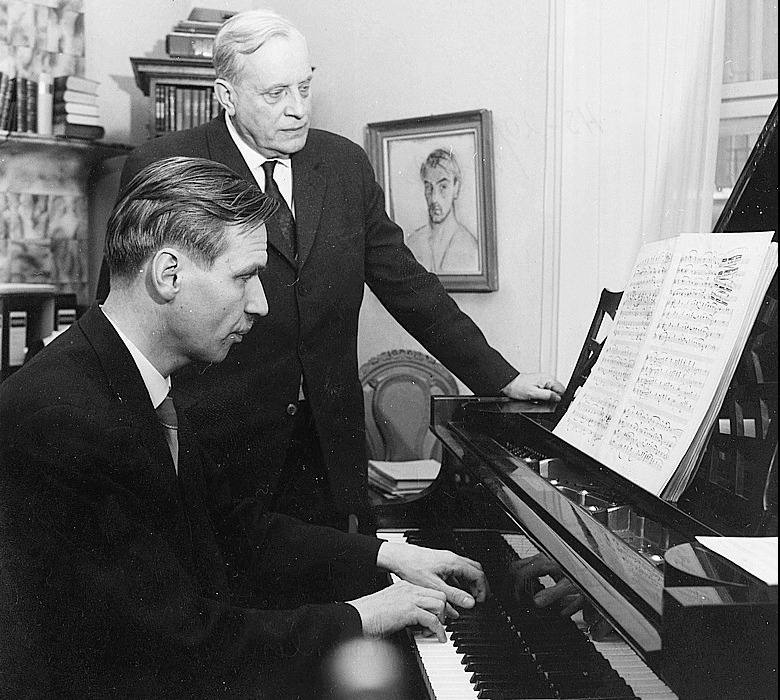
ネヴァンリンナとピアノに向かう友人のエーリク・タヴァッシェルナ（1962年）

彼は、フィンランド大公国のヨエンスーで生まれた。7歳から正規の教育を受け始めたが、すでに両親から読み書きを教わっていたので飛び級で2年生になった。しかし、授業がつまらないと感じてすぐに登校を拒否した。1903年に父親がヘルシンキ高校の教師になり、一家でヘルシンキに引っ越した。彼は自宅での教育を受けた後にグラマースクールに通った。学校では、既に話していたフィンランド語とスウェーデン語に加えて、フランス語とドイツ語を学んだ。母の勧めでオーケストラの学校にも通い、音楽が好きになった。
マルガレーテは優れたピアニストで、フリチオフとロルフはピアノの下に横たわって彼女の演奏に耳を傾けていた。13歳の時、2人はオーケストラ学校に通い、フリチオフはチェロ、ロルフはヴァイオリンを演奏し、優れた演奏家になった。オーケストラ学校でもらえる無料のチケットを使って、彼らはバッハ、ベートーヴェン、ブラームス、シューベルト、シューマン、ショパン、リストなどの偉大な作曲家の音楽、特にシベリウスの初期の交響曲を知り、それらを愛するようになった。ロルフが初めて出合ったシベリウスの音楽は、1907年に聴いた交響曲第3番だった。その後、ヒルベルト、アインシュタイン、トーマス・マンなどの著名人に出会ったが、シベリウス以上に強い影響を受けた人はいなかったという。少年たちは母親とトリオを演奏し、音楽、特に室内楽への愛情は生涯続いた。
ネヴァンリンナはヘルシンキ高校に進学し、主に古典と数学に興味を持った。この間、彼は多くの先生から教わったが、その中でも特に優れていたのは、物理と数学を教えてくれた父親だった。彼は1913年に、首席ではなかったものの優秀な成績で卒業した。1913年の夏、彼は高校のシラバスの範疇を超えるエルンスト・レオナルド・リンデレーフの『高次分析入門』を読み、解析学に熱烈な関心を持つようになった。なお、リンデレーフは彼の父のいとこである。
1913年にヘルシンキ大学に入学し、1917年に数学の修士号を取得した。リンデレーフは同大学で教鞭をとり、ネヴァンリンナは彼の影響を受けた。ヘルシンキ大学在学中に第一次世界大戦が勃発し、ネヴァンリンナは第27イェーガー大隊への入隊を希望したが、両親に説得されて学業を続けることになった。フィンランド内戦ではフィンランド白衛軍に参加したが、積極的な軍事行動には出なかった。1919年、Über beschränkte Funktionen die in gegebenen Punkten vorgeschriebene Werte annehmen（与えられた点で規定された値が限定された関数について）と題した論文を、博士論文指導教官であるリンデレーフに提出した。複素解析をテーマにしたこの論文は質の高いもので、ネヴァンリンナは1919年6月2日に博士号を授与された。

## 学術的なキャリア
ネヴァンリンナが博士号を取得した1919年当時、大学にはポストの空きがなかったため、彼は学校の教師になった。兄のフリチオフは1918年に博士号を取得していたが、同様に大学での職を得ることができず、保険会社で保険数理士として働いていた。フリチオフはロルフを同じ会社に誘い、ネヴァンリンナは保険会社と学校の教師として働いた。1922年にヘルシンキ大学の数学の講師（ドーセント）に任命された。それ以前に、エドムント・ランダウからドイツのゲッティンゲン大学での職を斡旋されたが、ドイツに移り住む必要があるため、それを断った。
数学の講師に任命された後、保険会社の仕事は辞めたが、1926年に大学の正教授の職を得るまでは学校の教師を辞めなかった。後にネヴァンリンナ理論と呼ばれる理論を彼が生み出したのは、大学講師と学校教師を掛け持ちしている1922年から1925年の間のことだった。
1948年、新たに設立されたフィンランド・アカデミーの常任理事に就任した。
ロルフ・ネヴァンリンナの最も重要な数学における業績は、有理型関数の値の分布理論であるネヴァンリンナ理論である。この理論の起源は、1879年のエミール・ピカールの定理にさかのぼる。ピカールの定理は、定数以外の整関数の値域が高々唯一の点を除く複素平面全体に広がることを主張するものである。1920年代初頭に、ロルフ・ネヴァンリンナは、兄のフリチオフとの共同研究の一環として、この定理を有理型関数に拡張した。ネヴァンリンナ理論は、2つの主要定理からなる。第1主要定理は、ある値が平均よりも少ない頻度で仮定されている場合、関数は平均よりも多くの頻度でその値に近づくということを述べている。第2主要定理は、第1主要定理よりも難しく、関数が平均よりも少ない値を仮定している場合、関数は平均よりもその値に近い値を仮定することが比較的少ないと述べている。
ロルフ・ネヴァンリンナの論文Zur Theorie der meromorphen Funktionen（有理型関数の理論について）は、1925年に学術誌『Acta Mathematica』に掲載された。ヘルマン・ワイルはこの論文を「今世紀（20世紀）における数少ない数学的偉業のうちの一つ」と呼んだ。ネヴァンリンナは、Le théoreme de Picard – Borel et la théorie des fonctions méromorphes（ピカール＝ボレルの定理と有理型関数の理論、1929年）とEindeutige analytische Funktionen（明確な解析関数、1936年）の2冊の本でこの理論を詳しく説明している。
ネヴァンリンナ理論は、ネヴァンリンナクラスと呼ばれる関数のクラス、つまり「境界型」の関数にも触れている。

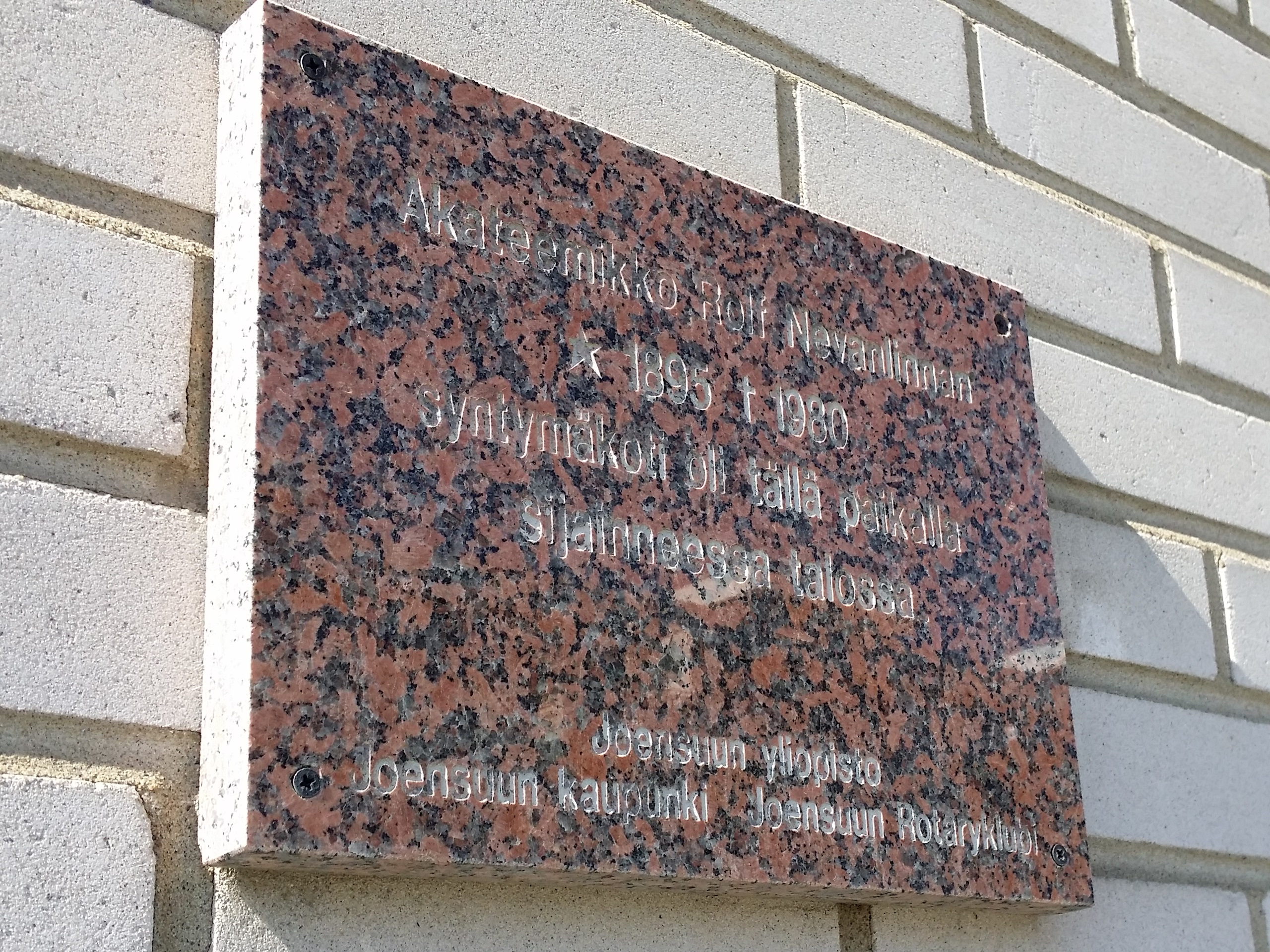
フィンランド・ヨエンスーにあるロルフ・ネヴァンリンナの生家の記念銘板。「学者ロルフ・ネヴァンリンナ(1895 - 1980)の生家はこの建物の中にあった」

冬戦争（第1次ソ連・フィンランド戦争）が勃発した1939年、ネヴァンリンナはフィンランド陸軍の弾道局に招聘され、射表の改良に協力した。これらの表は、砲兵大将ヴィルホ・ネノネンが開発した計算技術に基づいていたが、ネヴァンリンナはより高速に計算できる新しい手法を考案した。その功績が認められて、彼は自由十字勲章二等勲章を授与され、生涯これを大事にしていた。
ロルフ・ネヴァンリンナはその後、リーマン面の理論（1953年に単行本Uniformisierungを刊行）や関数解析学（1959年に弟のフリチオフとの共著でAbsolute analysisを刊行）などに興味を持つようになった。また、フィンランド語による幾何学の基礎についての本や、相対性理論についての大衆向け解説書も執筆している。複素解析の要素に関するフィンランド語の教科書Funktioteoria（1963年）はヴェイッコ・パータロとの共著で、ドイツ語、英語、ロシア語に翻訳されている。
ロルフ・ネヴァンリンナは少なくとも28人の博士論文を指導した。ネヴァンリンナの最初の、かつ最も有名な博士課程指導学生はラース・ヴァレリアン・アールフォルスで、第1回フィールズ賞の受賞者の1人である。アールフォルスがフィールズ賞を受賞した研究（現在はダンジョワ＝カーレマン＝アールフォルスの定理として知られているダンジョワ予想の証明）は、ネヴァンリンナの研究に強く基づいていた。
ネヴァンリンナは、ハイデルベルク大学、ブカレスト大学、ギーセン大学、ベルリン自由大学、グラスゴー大学、ウプサラ大学、イスタンブール大学、ユヴァスキュラ大学などから名誉学位を授与されている。また、ロンドン数学会やハンガリー科学アカデミーなど、いくつかの学会の名誉会員だった。
小惑星ネヴァンリンナ（小惑星番号1679）は、彼に因んで命名されたものである。

## 役職

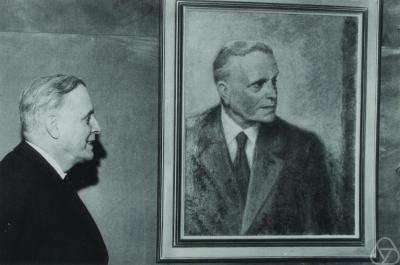
ネヴァンリンナと自身の肖像画

1954年から、フィンランド初のコンピュータプロジェクトの委員会の委員長を務めた。
1959年から1963年まで国際数学連合(IMU)の会長、1962年には国際数学者会議(ICM)の会長を務めた。
1964年、フィンランド大統領ウルホ・ケッコネンとのつながりにより、フィンランド・アカデミーの全面的な再編成を実施した。
1965年から1970年まで、トゥルク大学の学長を務めた。

## 政治活動
ネヴァンリンナは積極的に政治に参加しなかったが、彼は右翼の愛国人民運動に共感していたことで知られており、また、ドイツ人とのハーフであることからナチスドイツにも共感していた。
1930年代にニュルンベルク法のために多くの数学教授が解雇されたため、ナチスの政策に共感した数学者が後任として求められ、ネヴァンリンナは1936年にゲッティンゲン大学の教授に就任した。
1941年春、フィンランドは、武装親衛隊に義勇大隊を派遣した。当時、ドイツとフィンランドの間には正式な同盟関係はなかったが、両国ともソビエト連邦と戦っており、この大隊が両国間の象徴的な絆となっていた。1942年、ドイツの指揮官と義勇大隊との関係が緊迫してきたことから、大隊のための委員会が設立され、ネヴァンリンナは、ドイツで尊敬されフィンランドに忠実な人物であったことから、その委員長に選ばれた。彼は自伝の中で、「義務感」からこの役割を引き受けたと述べている。
彼の政治活動は、彼の数学の世界におけるつながりには影響を与えなかった。第二次世界大戦後、ソ連の数学者は西側諸国の数学者たちから隔離された。ネヴァンリンナが指揮をした、1957年にヘルシンキで開催された国際関数論学会は、ソ連の数学者が西側の数学者と直接コンタクトを取ることができる戦後最初の機会となった。1965年、ネヴァンリンナはアルメニア・ソビエト社会主義共和国で開催された関数論学会に名誉ゲストとして参加した。

## ネヴァンリンナ賞
1981年、IMUは理論計算機科学の分野におけるフィールズ賞のような賞を創設することを決定した。フィンランドから賞金の提供を受けたことで、IMUはネヴァンリンナの名前を賞につけることを決定した。ネヴァンリンナ賞はICMで4年に一度に授与されることになっている。ネヴァンリンナが親ナチ思想に基づいた人物であることが問題視されたため、2018年のIMUの総会でネヴァンリンナの名前を賞の名称から外す決議が承認された。2022年からは、IMU Abacus Medalへ改称される。

## 関連文献
- Lehto, Olli. (2008) (ドイツ語). Erhabene Welten: Das Leben Rolf Nevanlinnas [High Worlds: The life of Rolf Nevanlinna]. Stern, Manfred（訳）、Mitarbeit von Leena（協力）. バーゼル他: Birkhäuser, ISBN 978-3-7643-7701-4, 3764377011. シリーズ名：Vita mathematica, Bd. 14. フィンランド語からの重訳。
- Araci, Serkan; Acikgoz, Mehmet (2018-06-07). “Computation of Nevanlinna characteristic functions derived from generating functions of some special numbers”. Journal of Inequalities and Applications 2018 (1):  128. doi:10.1186/s13660-018-1722-y. ISSN 1029-242X. PMC 5992255. PMID 30137868.